# Masakra nowogrodzka
Masakra nowogrodzka (ros. Новгородский погром) – wydarzenie, które miało miejsce w Nowogrodzie Wielkim w carskiej Rosji w 1570 roku, za rządów Iwana IV Groźnego. Masakra rozpoczęła się 9 stycznia i trwała do 12 lutego. Prawdopodobnie najokrutniejsza zbrodnia w brutalnym dziedzictwie opriczniny. 

## Geneza
Po wcieleniu Republiki Nowogrodzkiej do Wielkiego Księstwa Moskiewskiego przez Iwana III Srogiego w 1478 roku, Nowogród cieszył się specjalnymi przywilejami w porównaniu do innych miast Rosji, m.in. dysponował prawem do pobierania własnych podatków. Za rządów wnuka Iwana Srogiego, Iwana Groźnego na skutek ujednolicenia prawa w państwie miasto utraciło swe przywileje. Co więcej, ziemie dawnej republiki zostały wydzielone do prywatnych włości carskich, gdzie bojarzy utracili swe wpływy. Taki stan rzeczy doprowadził do buntu elity miasta wobec cara, a domniemane potajemne pertraktacje nowogrodzkiej rady miejskiej z Litwą stały się ostatecznym pretekstem do zbrojnej interwencji.

## Masakra
Pod wpływem  doradców car zdecydował się wysłać ekspedycję karną przeciwko nowogrodzianom. Na przełomie 1569 i 1570 r. carskie wojsko z pomocą oddziałów opryczniny zdobywały i niszczyły miasta na drodze z Moskwy do Nowogrodu. Po dotarciu na miejsce 2 stycznia siły Iwana zaczęły otaczać miasto wysokimi drewnianymi murami, by uniemożliwić zeń ucieczkę. Następnie opricznicy pozamykali kościoły i klasztory (więżąc w nich duchowieństwo), by nikt nie mógł schronić się w świętych miejscach. W końcu 9 stycznia Iwan nakazał rozpoczęcie rzezi ludności miasta. Dzień po dniu, tydzień po tygodniu, chwytano i spędzano dziesiątkami lub setkami tysiące osób (mężczyzn, kobiety i dzieci), które następnie brutalnie torturowano i mordowano na oczach cara i jego syna carewicza Iwana Iwanowicza. Potem, martwych bądź żywych, przywiązywano do sań i wleczono nad rzekę Wołchow, gdzie topiono w specjalnie wykutych przeręblach. Wciąż żywym próbującym się wydostać z lodowatej wody, rozbijano toporami głowy lub odrąbywano dłonie. Skuta lodem powłoka rzeki zaczerwieniła się od krwi. 
12 lutego po ponad miesięcznej regularnej rzezi, car zebrał resztki mieszkańców miasta i oznajmił im, że zostali objęci aktem łaski. Masakra zakończyła się szybko, jak się zaczęła, a winą za nią obarczony został arcybiskup Nowogrodu. Majątki cerkiewne, kupieckie i bojarskie w Nowogrodzie uległy konfiskacie. Car i jego ludzie opuścili miasto tego samego dnia, zabierając ze sobą łupy oraz „wrogów i zdrajców” – w tym wspomnianego arcybiskupa nowogrodzkiego Pimena. Metropolita za rzekomą zdradę na rzecz Zygmunta Augusta został za karę wysłany do odległego klasztoru, w którym tuż po przybyciu zmarł.
Ostatni akord zbrodni na nowogrodzianach rozegrał się w Moskwie 25 lipca 1570 r. Car zarządził publiczne egzekucje uprowadzonych zimą mieszkańców Nowogrodu, dokładając do tej grupy pokaźną liczbę nowych przeciwników.

## Liczba ofiar śmiertelnych
Oficjalna liczba ofiar śmiertelnych wyniosła 1500 bojarów i mniej więcej tyle samo zwykłych obywateli. Z kolei współcześni rosyjscy badacze szacują łączną liczbę ofiar od 25 tys. do 700 tys. mieszkańców Nowogrodu i innych miast Rosji, gdzie całkowita liczba ludności samego Nowogrodu w 1545 r. wynosiła 35 tys. osób.